# Libreville (département)
Libreville capitale du Gabon, possède à la fois les statuts de commune et de département. Les institutions des deux entités sont donc mêlées.